# Cryptonychus lienotus
Cryptonychus lienotus is een keversoort uit de familie bladkevers (Chrysomelidae). De wetenschappelijke naam van de soort werd in 1899 gepubliceerd door Hermann Julius Kolbe.